# Netzwerk Neuroendokrine Tumoren
Das Netzwerk Neuroendokrine Tumoren (NeT) e. V. ist die größte Selbsthilfeorganisation für Patienten mit Neuroendokrinen Neoplasien (Neuroendokrine Tumoren, Karzinoid, Neuroendokrine Karzinome) und für deren Angehörige im deutschsprachigen Raum und zählt zu den größten NET-Selbsthilfegruppen im europäischen Raum.

## Geschichte
Das Netzwerk NeT war zunächst eine im Jahr 2000 unter dem Dach des Netzwerks Hypophysen- und Nebennierenerkrankungen gegründete Gruppe. Da sich das Krankheitsbild und die Bedürfnisse der Betroffenen als besonders komplex erwiesen, wurde am 6. Juli 2005 schließlich der Schritt zum selbstständigen, gemeinnützigen, eingetragenen Verein „Netzwerk Neuroendokrine Tumoren (NeT) e.V.“ vollzogen.
Der Verein hat derzeit vierzehn Regionalgruppen, die regelmäßige Treffen veranstalten, und mehr als 1000 Mitglieder (Stand 06/2016).

## Angebote und Aktivitäten
Die Information über Diagnose und Therapie der Erkrankung und die Möglichkeit zum Austausch unter den Betroffenen sind wesentliche Zielsetzungen des Netzwerks NeT.
Der Verein gibt seit dem Jahr 2000 die Zeitschrift DIAGNOSENeT (früher GlandulaNeT) heraus. Sie erscheint zweimal jährlich in einer Auflage von 10.000 Exemplaren. Daneben werden Broschüren zu verschiedenen Krankheitsbildern veröffentlicht.
Der Verein veranstaltet jährlich einen Überregionalen Neuroendokrinen Tumortag. Er findet an wechselnden Orten in Zusammenarbeit mit einem NET-Zentrum statt. Die dreitägige Veranstaltung beinhaltet fachliche Vorträge und Workshops. Ein eigener Block ist dem Austausch Betroffener gewidmet.